# Lengua de señas nicaragüense
Idioma de Señas de Nicaragua (ISN) o Lengua de Señas Nicaragüense o Lenguaje de Señas Nicaragüense es una lengua de señas que se desarrolló en forma aislada de otras lenguas de señas en la Nicaragua de los años 1980, cuando el gobierno revolucionario Sandinista creó la primera escuela pública para niños sordos en la historia del país. El lenguaje no fue impulsado por el Gobierno, sino que evolucionó naturalmente a partir de la comunicación entre los propios estudiantes con sus profesores.

## Historia
Luego de la Revolución Popular Sandinista de 1979, el gobierno nicaragüense matriculó a cientos de estudiantes sordos en dos escuelas de Managua. Inicialmente se intentó la utilización de dactilología con signos elementales para presentar los caracteres de los lenguajes hablados, lo que resultó en un completo fracaso, ya que la mayoría de los alumnos no podían aprender el concepto palabra, al no haber estado nunca expuestos a la lengua oral ni a la escrita. Por consiguiente, los niños y los docentes estaban desconectados lingüísticamente.
Inicialmente, los estudiantes solo podían usar signos gestuales algo rudimentarios, utilizados en el seno de sus propias familias, pero una vez que se los reunió, comenzaron a crear entre ellos de forma independiente una lengua propia. Mientras que a los maestros sin experiencia les resultaba difícil entender a sus alumnos, éstos se comunicaban entre sí sin ningún problema. En unas pocas décadas había nacido una lengua madura con sus propias reglas y gramática.
Las autoridades del Ministerio de Educación de Nicaragua solicitaron el apoyo de académicos internacionales que finalmente decodificaron la creación de los niños.

## ISN y la lingüística
Los lingüistas encuentran al ISN particularmente interesante porque ha madurado en unas pocas décadas desde un pidgin hasta una lengua criolla (creole) completamente desarrollada, gracias a la llegada de nuevos niños que han aprendido el ISN como su lengua primaria.
También representa la formación de una lengua nueva sin una comunidad de "hablantes" adultos nativos. Los creoles habituales se desarrollan a partir de la mezcla tipo pidgin de dos o más comunidades bien definidas de hablantes nativos, pero en este caso la evolución se dio a partir de un grupo de jóvenes sin lengua primaria.
Algunos lingüistas consideran que lo sucedido en Managua prueba que la adquisición del lenguaje es un atributo innato de la mente humana. Steven Pinker ha sostenido que:
(...) es un caso absolutamente único en la historia. Hemos podido ver cómo los niños (y no adultos) generan el lenguaje, y hemos podido registrar lo sucedido con un gran detalle científico. Y es la primera, y la única, vez que hemos realmente visto la creación de una lengua desde la nada.

## Estatus oficial
Mediante la Ley del Lenguaje de Señas Nicaragüense, Ley N.º 675, aprobada el 12 de febrero de 2009 y publicado en "La Gaceta" n.º 75 del 24 de abril de 2009, se reconoce y regula el Lenguaje de Señas Nicaragüense, como lengua de las personas con discapacidad auditiva en Nicaragua, que libremente decidan utilizarla.
En el Artículo 3 de dicha ley, se otorga el Reconocimiento Oficial por el Estado de Nicaragua:
"Se reconoce al Lenguaje de Señas Nicaragüense como medio de comunicación oficial de las personas con discapacidad auditiva en el territorio nacional.
De conformidad al Arto. 8 de dicha ley se manda a crear el Consejo Nacional del Lenguaje de Señas Nicaragüense como instancia de definición, promoción, investigación y divulgación del lenguaje de señas Nicaragüense.

## Sensibilización y promoción
En 2020 el canal nicaragüense VosTV lanzó el programa televisivo "Mi seña Tu seña" en alianza con el proyecto Aprendo y Emprendo, la Federación de Asociaciones de Personas con Discapacidad (Feconori) y la Alianza Nacional de Sordos Nicaragua (Ansnic).
El programa está dirigido a personas oyentes que realmente necesitan y quieren aprender este lenguaje, a fin de fomentar la comunicación entre la persona sorda y la persona oyente.

## Controversia
Ciertos investigadores "puristas" han sugerido restringir el acceso de los usuarios de este a otras lenguas de señas "con el fin de proteger la pureza del lenguaje"; sugerencia que no ha tenido ninguna acogida en Nicaragua; por cuanto, esto sería una restricción poco ética a la libertad y derecho humano a expresarse en el idioma o lenguaje que la persona desee.